# Kimah
Kimah (tiếng Ả Rập: كيمة; còn đánh vần là Keema hay Keiyimeh) là một ngôi làng ở phía bắc Syria nằm ở phía tây Homs thuộc tỉnh Homs. Theo Cục Thống kê Trung ương Syria, Kimah có dân số 508 người trong cuộc điều tra dân số năm 2004. Cư dân của nó chủ yếu là Kitô hữu Chính thống Hy Lạp.